# Mayahan
Mayahan is een bestuurslaag in het regentschap Grobogan van de provincie Midden-Java, Indonesië. Mayahan telt 5382 inwoners (volkstelling 2010).